# Несіс Юрій Арнольдович
Ю́рій Арно́льдович Не́сіс (рос. Юрий Арнольдович Несис; * 15 липня 1953, Дніпродзержинськ) — російський письменник. Кандидат біологічних наук. Член Спілки російськомовних письменників Ізраїлю.

## Біографія
Син професора Арнольда Несіса. Жив у дитинстві в Казахській РСР, підлітком — в Узбецькій РСР (за місцем роботи батька). Від 1990 року живе в Єрусалимі.
Закінчив фізико-математичну школу при Новосибірському університеті, фізичний факультет Ставропольського педагогічного інституту, аспірантуру з біофізики в Ставропольському медичному інституті.
Був старшим науковим співробітником Всесоюзного науково-дослідного інституту маслосироробної промисловості, працював у протичумному інституті (1988). Крім того, працював інстуктором із гірського туризму та гірськолижного спорту в міжнародному молодіжному центрі «Гірські вершини» (Домбай), кореспондентом газет «Молодой ленинец» і «Ставропольская правда». У 1985—1990 роках навчався на заочному відділенні сценарного факультету Всесоюзного державного інституту кінематографії.
Пише в співавторстві з Єлизаветою Михайличенко.